# 씨유테크
씨유테크(Cu Tech Corp.)는 대한민국의 PCA 제조 기업이다. 본사는 경기 평택시 청북읍 현곡산단로93번길 6에 위치해 있으며 대표이사는 백영현이다.

## 상장
2021년 10월 8일에 주관사를 대신증권으로 공모가 6,000원에 코스닥 시장에 상장하였다.

## 같이 보기
- 알체라
- 라온피플
- 핀텔

## 참고문헌
1. ↑  씨유테크 공모가 6천 원으로 코스닥 8일 상장, 일본기업이 대주주, 비지니스포스트, 2021-10-06
2. ↑  씨유테크, 코스닥 상장 첫날 공모가 대비 66%, 연합뉴스, 2021-10-08
3. ↑  전기차 BMS, 자율주행 카메라 등으로 영역 넓히는 '씨유테크', 디일렉